# Sous-secrétaire d'État parlementaire aux Sports, au Tourisme et à la Société civile
Le sous-secrétaire d'État parlementaire aux Sports, au Tourisme et à la Société civile (en anglais : Parliamentary Under-Secretary of State for Sport, Tourism and Civil Society) est un poste subalterne au Département de la Culture, des Médias et du Sport du gouvernement britannique.
L'actuel titulaire de ce poste est Stuart Andrew qui a pris ses fonctions le 8 septembre 2022. Le poste a été créé par le second Gouvernement May après les élections générales de 2017. Le poste est un successeur du ministre du Tourisme et du Patrimoine qui a été aboli en 2012 après les Jeux olympiques d'été de 2012 à Londres.

## Responsabilités
Le ministre est responsable des domaines politiques suivants :
- Arts
- Culture
- Héritage
- Public libraries
- Musée
- National Archives
- Tourisme

## Liste des sous-secrétaire d'État parlementaire
| Nom | Nom | Portrait                                                                                                | Dates du mandat                                                                                         | Dates du mandat                                                                                         | Parti Politique                                                                                         | Premier ministre                                                                                        | Premier ministre                                                                                        |
| Bureau formé du Ministre des sports et de la société civile et du Ministre du Tourisme et du Patrimoine | Bureau formé du Ministre des sports et de la société civile et du Ministre du Tourisme et du Patrimoine | Bureau formé du Ministre des sports et de la société civile et du Ministre du Tourisme et du Patrimoine | Bureau formé du Ministre des sports et de la société civile et du Ministre du Tourisme et du Patrimoine | Bureau formé du Ministre des sports et de la société civile et du Ministre du Tourisme et du Patrimoine | Bureau formé du Ministre des sports et de la société civile et du Ministre du Tourisme et du Patrimoine | Bureau formé du Ministre des sports et de la société civile et du Ministre du Tourisme et du Patrimoine | Bureau formé du Ministre des sports et de la société civile et du Ministre du Tourisme et du Patrimoine |
| Sous-secrétaire d'État parlementaire au sport, au patrimoine et au tourisme                             | Sous-secrétaire d'État parlementaire au sport, au patrimoine et au tourisme                             | Sous-secrétaire d'État parlementaire au sport, au patrimoine et au tourisme                             | Sous-secrétaire d'État parlementaire au sport, au patrimoine et au tourisme                             | Sous-secrétaire d'État parlementaire au sport, au patrimoine et au tourisme                             | Sous-secrétaire d'État parlementaire au sport, au patrimoine et au tourisme                             | Sous-secrétaire d'État parlementaire au sport, au patrimoine et au tourisme                             | Sous-secrétaire d'État parlementaire au sport, au patrimoine et au tourisme                             |
| --- | --- | --- | --- | --- | --- | --- | --- |
| | Tracey Crouch MP pour Chatham and Aylesford                                                             | | 12 mai 2015                                                                                             | 15 juin 2017                                                                                            | Conservateur                                                                                            | | David Cameron Theresa May                                                                               |
| Sous-secrétaire d'État parlementaire aux Arts, au Patrimoine et au Tourisme                             | | | | | | | |
| | John Glen MP pour Salisbury                                                                             | | 14 juin 2017                                                                                            | 8 janvier 2018                                                                                          | Conservateur                                                                                            | | Theresa May                                                                                             |
| | Michael Ellis MP pour Northampton North                                                                 | | 8 janvier 2018                                                                                          | 23 mai 2019                                                                                             | Conservateur                                                                                            | | Theresa May                                                                                             |
| | Rebecca Pow MP pour Taunton Deane                                                                       | | 23 mai 2019                                                                                             | 10 septembre 2019                                                                                       | Conservateur                                                                                            | | Theresa May                                                                                             |
| Conservateur                                                                                            | Rebecca Pow MP pour Taunton Deane                                                                       | | 23 mai 2019                                                                                             | 10 septembre 2019                                                                                       | Boris Johnson                                                                                           | | |
| | Helen Whately MP pour Faversham and Mid Kent                                                            | | 10 septembre 2019                                                                                       | 13 février 2020                                                                                         | Boris Johnson                                                                                           | Conservateur                                                                                            | |
| Sous-secrétaire d'État parlementaire aux Sports, au Tourisme, au Patrimoine et à la Société civile      | | | | | | | |
| | Nigel Huddleston MP pour Mid Worcestershire                                                             | | 13 février 2020                                                                                         | 7 septembre 2022                                                                                        | Conservateur                                                                                            | | Boris Johnson                                                                                           |
| Sous-secrétaire d'État parlementaire aux Sports, aux Arts et aux Cérémonies                             | | | | | | | |
| | Stuart Andrew MP pour Pudsey                                                                            | | 20 septembre 2022                                                                                       | 27 octobre 2022                                                                                         | Conservateur                                                                                            | | Liz Truss                                                                                               |
| Sous-secrétaire d'État parlementaire aux Sports, au Tourisme et à la Société civile                     | | | | | | | |
| | Stuart Andrew MP pour Pudsey                                                                            | | 27 octobre 2022                                                                                         | en cours                                                                                                | Conservateur                                                                                            | | Rishi Sunak                                                                                             |